# Efrem (Kuzniecow)
Efrem, imię świeckie Jepifanij Andriejewicz Kuzniecow (ur. 1876 w stanicy Krasnojarskiej, zm. 4 września 1918 w Moskwie) – rosyjski biskup i święty prawosławny.

## Życiorys
Urodził się w rodzinie kozaków zabajkalskich. We wczesnym dzieciństwie stracił oboje rodziców. Po ukończeniu szkoły wiejskiej uzyskał możliwość kontynuowania nauki w szkole duchownej dzięki miejscowemu duchownemu, który przedstawił chłopca biskupowi irkuckiemu Beniaminowi z prośbą o umożliwienie mu dalszej edukacji. Hierarcha opłacił również naukę młodzieńca w seminarium duchownym w Irkucku. W 1898 Jepifanij Kuzniecow ożenił się, następnie przyjmując święcenia kapłańskie. Po roku służby duszpasterskiej w stanicy kozackiej, z której pochodził, zmarła jego żona. Duchowny wstąpił wówczas do Kazańskiej Akademii Duchownej, którą w 1903 ukończył z tytułem kandydata nauk teologicznych.
Działacz rosyjskiego ruchu monarchistycznego, uczestnik zjazdu założycielskiego Związku Narodu Rosyjskiego.
W 1907 otrzymał godność protoprezbitera, zaś dwa lata później złożył wieczyste śluby zakonne z imieniem Efrem. Natychmiast otrzymał godność archimandryty. Był kierownikiem misji duchownej na Zabajkalu, gdzie w szczególności działał na rzecz propagowania prawosławia wśród wyznawców lamaizmu. 20 listopada 1916 został wyświęcony na biskupa selengińskiego, wikariusza eparchii zabajkalskiej. Głównym konsekratorem był biskup zabajkalski Melecjusz (Zaborowski).
W 1917, w czasie pobytu w Moskwie, gdzie przybył na Sobór Lokalny Rosyjskiego Kościoła Prawosławnego, został aresztowany w mieszkaniu ks. Joanna Wostorgowa, innego czołowego działacza Związku Narodu Rosyjskiego. 4 września 1918 został rozstrzelany razem z Iwanem Szczegłowitowem, Nikołajem Makłakowem, Aleksiejem Chwostowem, S. Wieleckim i ks. Joannem Wostorgowem. W 2000 kanonizowany.